# Pogoń Prudnik
 (août 2023).
Maillots
Le Klub Sportowy Pogoń Prudnik est un club polonais de basket-ball issu de la ville de Prudnik et I. Liga.

## Historique
Le club est fondé en 1945 et la section de basket-ball masculin est créée en 1954.

## Galerie

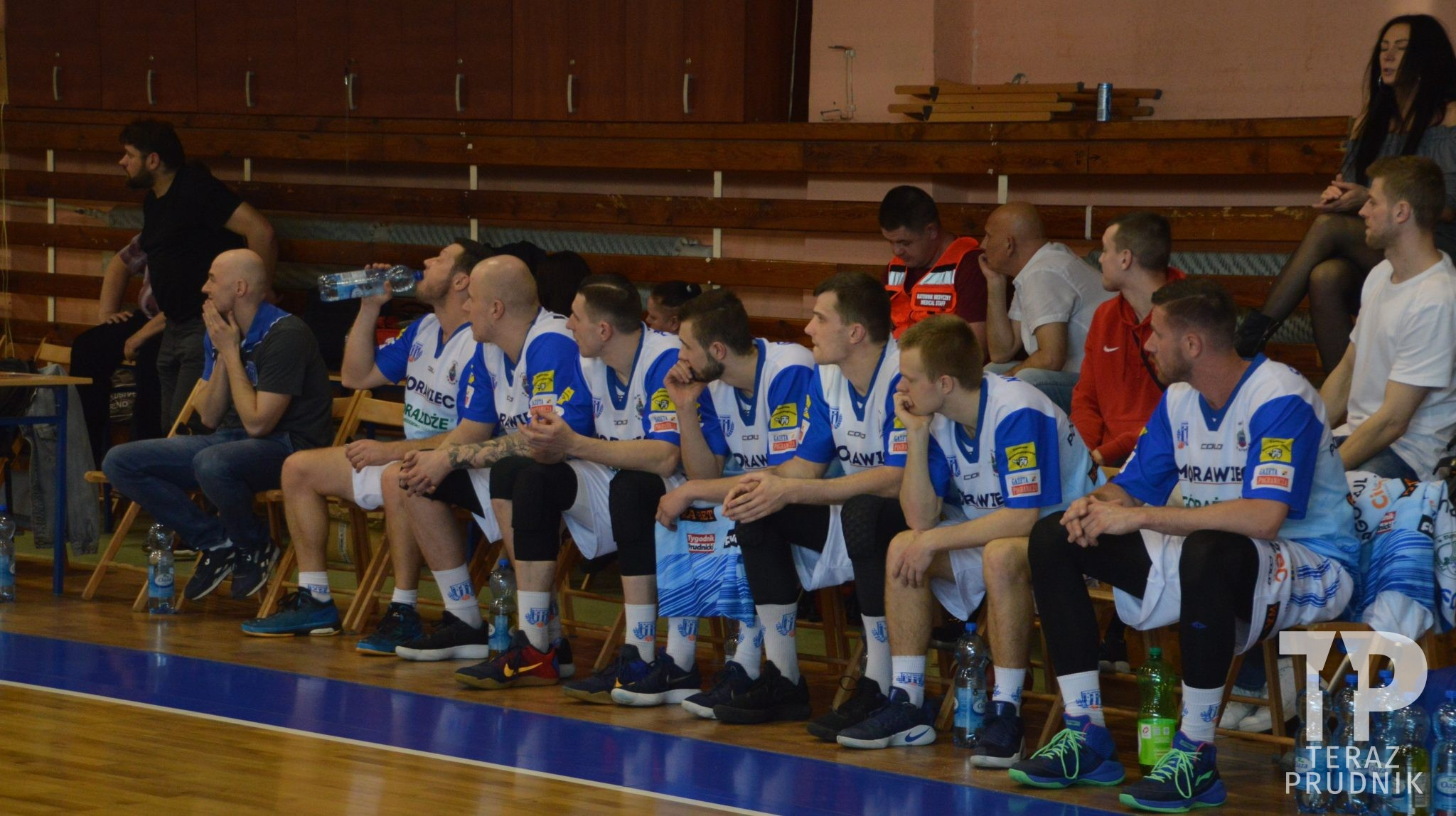
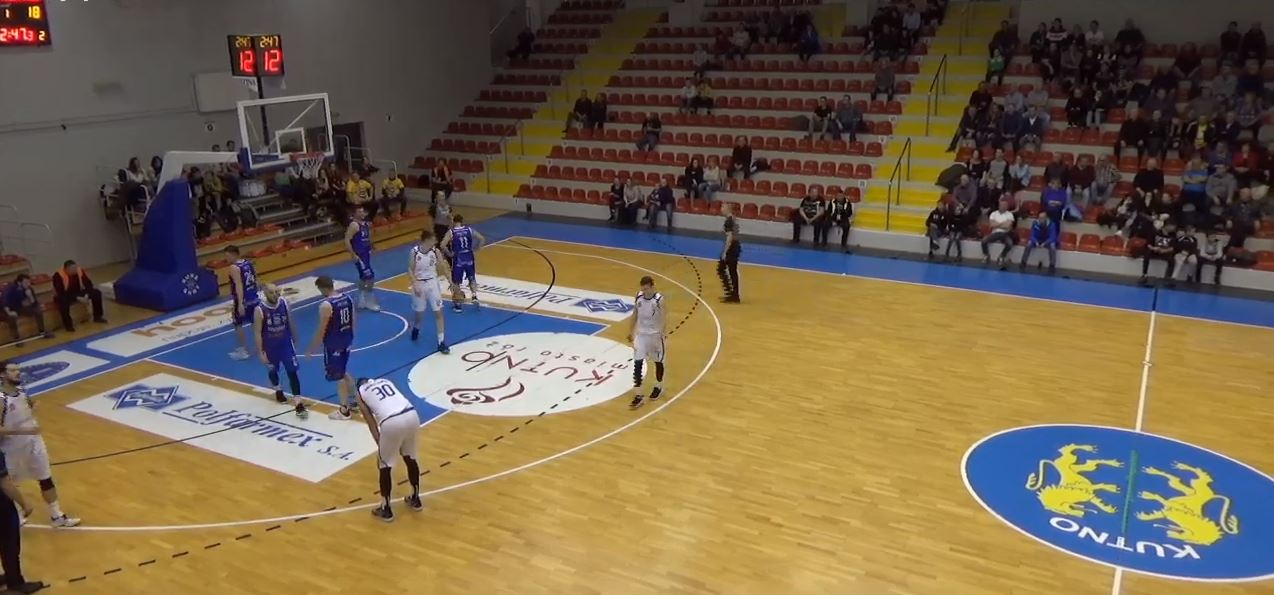
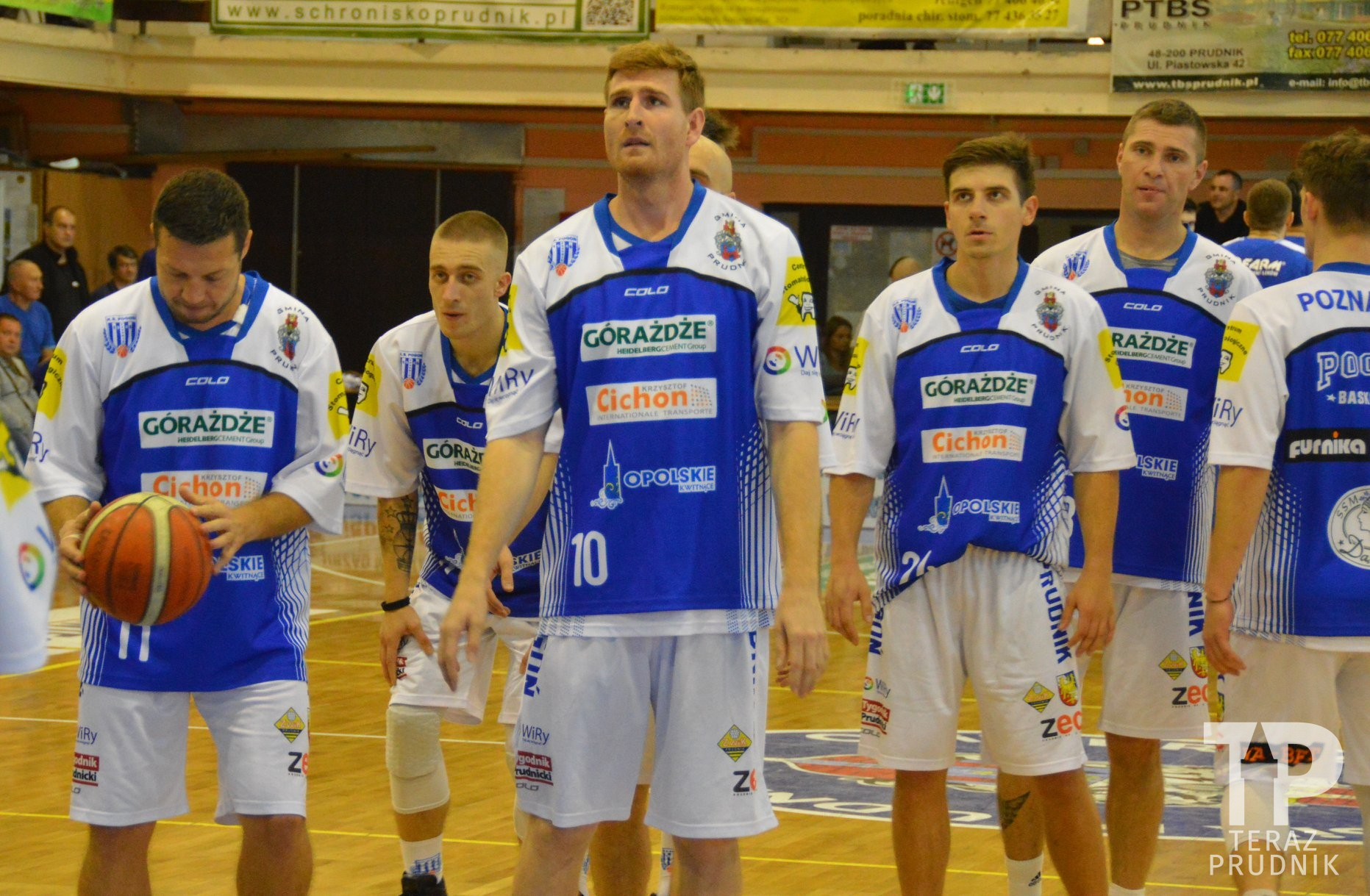
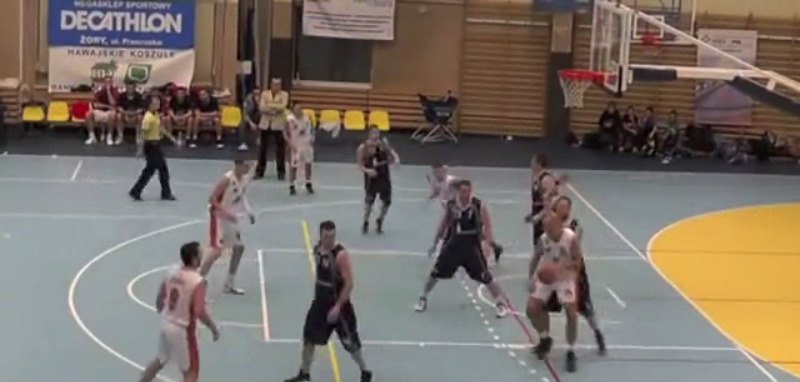
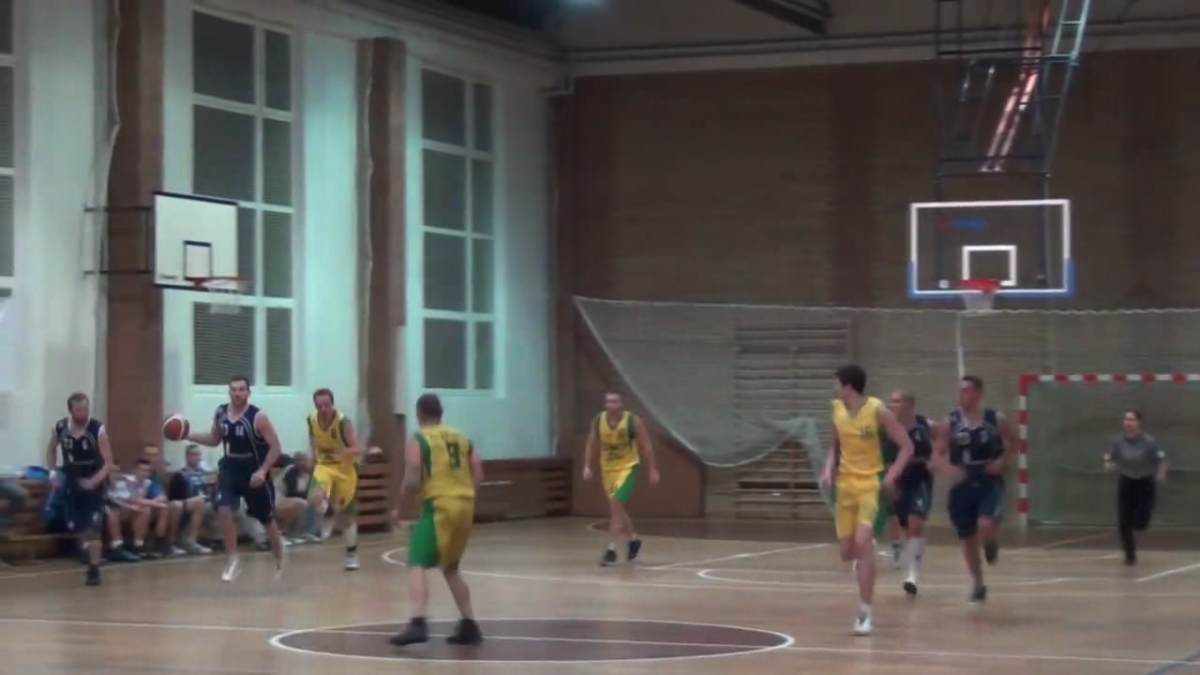
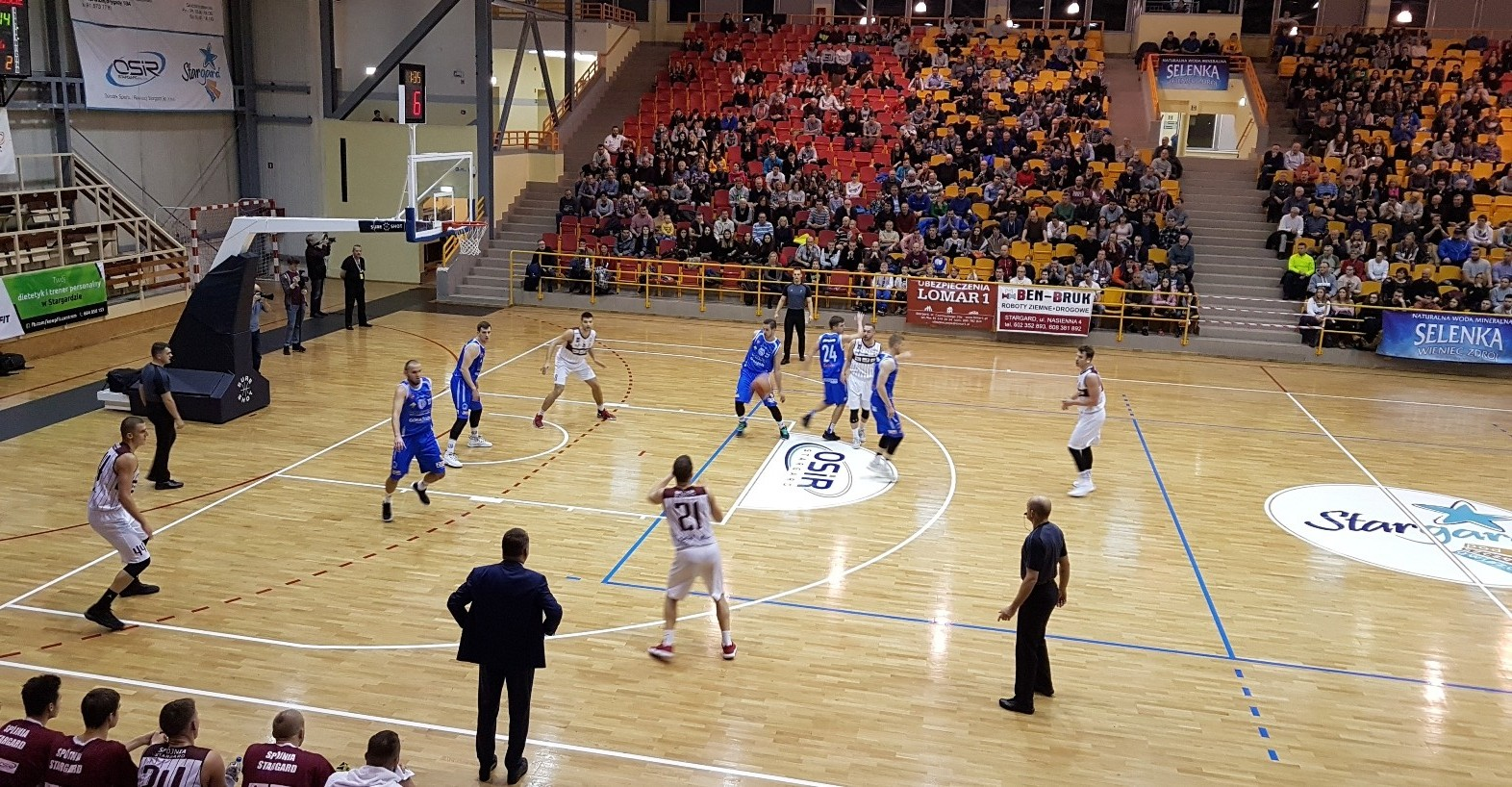

## Palmarès

### Championnat de Pologne Jeunes
- Champion en : 1987

## Joueurs majeurs étrangers
- Youri Gontcharov  Ukraine (1989–1992)
- Vladimir Teslenko  Ukraine (1989–1990)
- Alexeï Agapeyev  Russie (1991–1994)
- Oleg Kotchetov  Ukraine (1991–1994)
- Oleg Polosin  Ukraine (1992–1995)
- Viatcheslav Malovanyj  Ukraine (1996–1997)